# Samsung Next
Samsung NEXT wurde im Juli 2013 (unter dem Namen: Samsung Global Innovation Center) gegründet und ist eine Risikokapitalfirma mit Hauptsitz im Mountain View, Silicon Valley, Kalifornien, und weiteren Büros in San Francisco, New York, Berlin, Tel Aviv und Korea. Das Tochterunternehmen von Samsung versucht, in die Bereiche künstliche Intelligenz, Augmented Reality und Virtual Reality, Blockchain, digitale Gesundheit, Edge Computing, Internet der Dinge und Mobilität zu investieren.

## Beschreibung
Samsung NEXT investiert von Seed bis Series B, also eher zu einem frühen Zeitpunkt, Summen bis zu drei Millionen Euro pro Runde.
Samsung NEXT Ventures ist der Investment-Arm von Samsung NEXT, einer vielseitigen Innovationsgruppe innerhalb von Samsung Electronics, die sich der Identifizierung neuer Wachstumsmöglichkeiten widmet.
Über Samsung NEXT Ventures werden in europäische Startups jährlich 150 Millionen US-Dollar investiert.

## Beteiligungen
Stand März 2021 wurden in 150 Unternehmen investiert. Zu den Investitionen von Samsung NEXT gehören Axie Infinity, Rezilion, Volterra, DayTwo, Grover, HYPR, Unbabel, Beekeeper, Healthy.io, SignalWire und Swiftly.
Zu den bereits getätigten Investitionen gehören Life360, SafeDK, EyeVerify, LoopPay, Kngine, Engrade, Watchwith, Delta ID, nuTonomy, LearnSprout, MobileSpaces, Automated Insights und Bonsai.